# Danh sách Công tước xứ Bragança

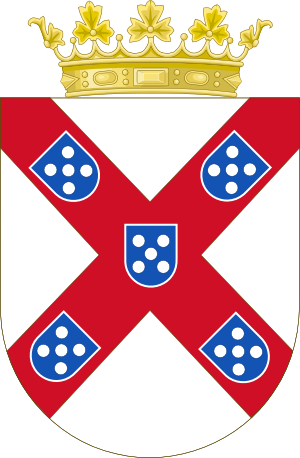
Huy hiệu công tước xứ Bragança

Dưới đây là danh sách Công tước xứ Bragança, một trong những tước hiệu quan trọng nhất của giới quý tộc Bồ Đào Nha và sau là của hoàng gia Bồ Đào Nha.

## Danh sách

### Trước khi trở thành tước hiệu thừa kế ngôi vương
| Tên                                                               | Chân dung   | Sinh                | Trở thành Công tước  | Thôi làm Công tước                            | Mất                  |
| ----------------------------------------------------------------- | ----------- | ------------------- | -------------------- | --------------------------------------------- | -------------------- |
| Afonso I, Công tước xứ Bragança                                   | không khung | 10 tháng 8 năm 1537 | 1443                 | 15 tháng 12 năm 1461                          | 15 tháng 12 năm 1461 |
| Fernando I, Công tước xứ Bragança                                 | không khung | 1403                | 15 tháng 12 năm 1461 | 1 tháng 4 năm 1478                            | 1 tháng 4 năm 1478   |
| Fernando II, Công tước xứ Bragança                                | không khung | 1430                | 1 tháng 4 năm 1478   | 20 tháng 6 năm 1483                           | 20 tháng 6 năm 1483  |
| Jaime I, Công tước xứ Bragança                                    | không khung | 1479                | 20 tháng 6 năm 1483  | 20 tháng 9 năm 1532                           | 20 tháng 9 năm 1532  |
| Teodósio I, Công tước xứ Bragança                                 | không khung | 1510                | 20 tháng 9 năm 1532  | 22 tháng 9 năm 1563                           | 22 tháng 9 năm 1563  |
| João I, Công tước xứ Bragança                                     | không khung | 1543                | 22 tháng 9 năm 1563  | 22 tháng 2 năm 1593                           | 22 tháng 2 năm 1593  |
| Teodósio II, Công tước xứ Bragança                                | không khung | 28 tháng 4 năm 1568 | 22 tháng 2 năm 1593  | 29 tháng 11 năm 1630                          | 29 tháng 11 năm 1630 |
| João II, Công tước xứ Bragança João IV khi lên làm vua Bồ Đào Nha | không khung | 19 tháng 3 năm 1604 | 29 tháng 11 năm 1630 | 27 tháng 10 năm 1645 Truyền tước hiệu cho con | 6 tháng 11 năm 1656  |

### Là tước hiệu của người thừa kế (ngôi vương) thứ nhất
| Tên                | Chân dung   | Sinh                 | Trở thành Công tước                                   | Thôi làm Công tước                            | Mất                  |
| ------------------ | ----------- | -------------------- | ----------------------------------------------------- | --------------------------------------------- | -------------------- |
| Teodósio           | không khung | 8 tháng 2 năm 1634   | 1 tháng 12 năm 1640                                   | 13 tháng 5 năm 1653                           | 13 tháng 5 năm 1653  |
| Afonso             | không khung | 21 tháng 8 năm 1643  | 13 tháng 5 năm 1653                                   | 6 tháng 11 năm 1656 Lên làm vua               | 12 tháng 9 năm 1683  |
| Isabel Luísa       | không khung | 6 tháng 1 năm 1669   | 12 tháng 9 năm 1683                                   | 30 tháng 8 năm 1688 Dom João (2) được sinh ra | 21 tháng 10 năm 1690 |
| João               | không khung | 30 tháng 8 năm 1688  | 30 tháng 8 năm 1688                                   | 17 tháng 9 năm 1688                           | 17 tháng 9 năm 1688  |
| Isabel Luísa       | không khung | 6 tháng 1 năm 1669   | 17 tháng 9 năm 1688 Dom João (1) mất                  | 20 tháng 10 năm 1689 Dom João (2) sinh.       | 21 tháng 10 năm 1690 |
| João               | không khung | 22 tháng 10 năm 1689 | 22 tháng 10 năm 1689                                  | 9 tháng 12 năm 1706 Lên làm vua               | 31 tháng 7 năm 1750  |
| Maria Bárbara      | không khung | 4 tháng 12 năm 1711  | 4 tháng 12 năm 1711                                   | 19 tháng 10 năm 1712 Dom Pedro sinh.          | 21 tháng 8 năm 1758  |
| Pedro              | không khung | 19 tháng 10 năm 1712 | 19 tháng 10 năm 1712                                  | 29 tháng 10 năm 1714                          | 29 tháng 10 năm 1714 |
| José               | không khung | 6 tháng 6 năm 1714   | 29 tháng 10 năm 1714                                  | 31 tháng 7 năm 1750 Lên làm vua               | 24 tháng 2 năm 1777  |
| Maria Francisca    | không khung | 17 tháng 12 năm 1744 | 31 tháng 7 năm 1750                                   | 24 tháng 2 năm 1777 Lên làm nữ vương          | 20 tháng 3 năm 1816  |
| José               | không khung | 20 tháng 8 năm 1761  | 24 tháng 2 năm 1777                                   | 11 tháng 9 năm 1788                           | 11 tháng 9 năm 1788  |
| João               | không khung | 13 tháng 5 năm 1767  | 11 tháng 9 năm 1788                                   | 20 tháng 8 năm 1816 Lên làm vua               | 10 tháng 3 năm 1826  |
| Pedro de Alcântara | không khung | 12 tháng 10 năm 1798 | 20 tháng 3 năm 1816                                   | 12 tháng 10 năm 1822 Lên làm Hoàng đế         | 24 tháng 9 năm 1834  |
| Maria da Glória    | không khung | 4 tháng 4 năm 1819   | 10 tháng 3 năm 1826                                   | 2 tháng 5 năm 1826 Lên làm nữ vương           | 15 tháng 11 năm 1853 |
| Pedro de Alcântara | không khung | 12 tháng 10 năm 1798 | 7 tháng 4 năm 1831 Sử dụng tước hiệu sau khi thoái vị | 24 tháng 9 năm 1834                           | 24 tháng 9 năm 1834  |
| Dom Miguel I       | không khung | 26 tháng 10 năm 1802 | 26 tháng 5 năm 1834 Sử dụng khi lưu vong              | 14 tháng 10 năm 1866                          | 14 tháng 10 năm 1866 |
| Pedro              | không khung | 16 tháng 9 năm 1837  | 16 tháng 9 năm 1837                                   | 15 tháng 11 năm 1853 Lên làm vua              | 11 tháng 11 năm 1861 |
| Carlos             | không khung | 28 tháng 9 năm 1863  | 28 tháng 9 năm 1863                                   | 19 tháng 10 năm 1889 Lên làm vua              | 1 tháng 2 năm 1908   |
| Luís Filipe        | không khung | 19 tháng 10 năm 1889 | 19 tháng 10 năm 1889                                  | 1 tháng 2 năm 1908                            | 1 tháng 2 năm 1908   |

### Sử dụng hậu quân chủ
| Tên                                  | Chân dung   | Sinh                | Trở thành Công tước                      | Thôi làm Công tước   | Mất                  |
| ------------------------------------ | ----------- | ------------------- | ---------------------------------------- | -------------------- | -------------------- |
| Miguel Januário de Bragança          | không khung | 19 tháng 9 năm 1853 | 4 tháng 10 năm 1910/14 tháng 11 năm 1866 | 31 tháng 7 năm 1920  | 11 tháng 10 năm 1927 |
| Duarte Nuno de Bragança              | không khung | 23 tháng 9 năm 1907 | 31 tháng 7 năm 1920/2 tháng 7 năm 1932   | 24 tháng 12 năm 1976 | 24 tháng 12 năm 1976 |
| Maria Pia de Saxe-Coburgo e Bragança | không khung | 13 tháng 3 năm 1907 | 2 tháng 7 năm 1932                       | 23 tháng 4 năm 1987  | 6 tháng 5 năm 1995   |
| Duarte Pio de Bragança               | không khung | 15 tháng 5 năm 1945 | 24 tháng 12 năm 1976                     | Tại nhiệm            | Còn sống             |